# Behzad Ranjbaran
Behzad Ranjbaran (persisk: بهزاد رنجبران; født 1. juli 1955 i Teheran, Iran) er en iransk komponist, violinist og lærer.
Ranjbaran studerede først violin på Teheran Musikkonservatorium, og emigrerede i 1974 til USA, hvor han studerede komposition på Universitetet i Indiana, og på Juilliard School of Music i New York City. Han har skrevet en symfoni, orkesterværker, koncertmusik, kammermusik, korværker, sange og klaverstykker etc. Ranjbaran har været lærer i komposition på Juilliard School of Music siden 1991. Han komponere i en neoklassisk stil fra den sene del af det 20. århundrede, med inspiration fra persisk kultur og litteratur. Ranjbaran har skrevet kompositioner til feks. Renée Fleming og cellisten Yo-Yo Ma.

## Udvalgte værker
- Symfoni nr. 1 (1992) - for orkester
- Elegi (1985) - for strygeorkester
- Persisk trilogi (1991, 1994, 2000) - for orkester
- Violinkoncert (1994) - for violin og orkester
- Cellokoncert (1998) - for cello og orkester
- Klaverkoncert (2008)